# 元子华
元子华（5世紀—537年），字伏荣，河南郡洛阳县（今河南省洛阳市东）人，追尊魏平文帝拓跋郁律的后裔，北魏宗室、官员。

## 生平
元子华继承了父亲元苌的爵位松滋侯，在魏孝庄帝元子攸初年出任齐州刺史。此前齐州境内屡经反叛，邢杲发动叛乱后，人们不能自我保护。元子华安抚召集当地豪强，将钥匙交给他们，众人都感激喜悦，境内安宁。元子华性情十分急躁，当他着急时，口不择言，动手打人。长史郑子湛是元子华的亲朋好友，受到元子华的侮辱责骂，就马上离去了。元子华虽然悔过自勉，终究不能改正，他在任不做矫情廉洁的事，凡有人给予馈赠，推辞的多接受的少，所以人们不厌恶他的获取。元子华审查案件讯问囚犯，一意加以仁慈宽恕，齐州百姓立碑文称颂他的功德。
元子华后来出任济州刺史。尔朱兆攻入洛阳时，齐州州民赵洛周赶走齐州刺史丹阳王萧赞，奏请济南郡太守房士达代理齐州刺史。赵洛周的儿子赵元显之前跟随元子华在济州，拦路修改奏表，请求让元子华重新担任齐州刺史。元子华的母亲房氏曾经到亲戚家喝酒吃饭，晚上回来后吐的很厉害，人们认为是中毒了，十分忧虑恐惧，元子华捧着母亲吐出的食物全部吃了下去，房氏才安心，元子华很快因为母亲去世回到都城。
魏孝静帝元善见初年，元子华出任南兖州刺史，他的弟弟元子思与关西西魏来往，朝廷派遣右卫将军郭琼将元子华收捕。元子思对郭琼的仆人说：“可以速速杀了我，为什么长时间地逮捕国士！”元子华对元子思说：“由于你的粗疏，让我受到如此牵连。”元子华用头叩击坐床，哭泣停不下来。元子思用手捋胡须，回头对元子华说：“你的秉性格调太差了。”天平四年（537年）九月，元子华和元子思都在门下外省被赐令自杀。

## 家庭

### 父母
- 元苌，北魏使持节、散骑常侍、都督关西诸军事、安西将军、雍州刺史、松滋成公
- 房氏

### 兄弟
- 元子思，东魏侍中、安定县子
- 元鉴之，北魏谏议大夫